# Alois Heiss
Alois Heiss (* 10. Februar 1895 in Rötenbach; † 19. Dezember 1970 in Neuhausen auf den Fildern) war ein deutscher Maler und Grafiker der Neuen Sachlichkeit.

## Leben und Werk
1914 schloss Alois Heiss eine Lehrerausbildung in Saulgau ab. Von 1914 bis 1918 leistete er Kriegsdienst.
Ab 1920 absolvierte er ein Privatstudium bei Gustav Schraegle in Frankfurt/Main. 1921 nahm er ein Studium an der Kunstakademie Stuttgart bei Arnold Waldschmidt auf. In den Jahren von 1921 bis 1925 unterhielt er ein eigenes Atelier in Stuttgart. Daneben betrieb er auch eine Kunstdruckerei. Im gleichen Zeitraum studierte er privat bei Adolf Hölzel. 1925 und 1926 unternahm Alois Heiss Studienreisen nach Italien und Paris.
Alois Heiss nahm bis 1932 an namhaften Ausstellungen teil. 1933 erhielt er von den Nationalsozialisten ein generelles Ausstellungsverbot. Von 1941 bis 1962 wirkte er als Kunsterzieher in Neuhausen auf den Fildern. 1951 wurde Alois Heiss der Oberschwäbische Kunstpreis verliehen.

## Ausstellungsteilnahmen (Auszug)
- 1926: Stuttgarter Sezession.
- 1931, 1932: Juryfreie Künstlervereinigung Stuttgart.
- 1955: Ausstellung zum 60. Geburtstag in der Staatsgalerie Stuttgart.
- 1965: Ausstellung in St. Gallen.
- 1966: Bodensee-Museum Friedrichshafen.
- 1972: Retrospektive im Württembergischen Kunstverein Stuttgart.
- 1981: Retrospektivausstellung in Esslingen.
- 1995: Retrospektive Alois Heiss 1895–1970 (Neuhausen auf den Fildern, Kunst im Schloss)